# 井河镇
井河镇，是中华人民共和国四川省广安市广安区下辖的一个乡镇级行政单位。2019年12月，撤销郑山乡，将其所属行政区域划归井河镇管辖。

## 行政区划
井河镇下辖以下地区：
井溪寺社区、玉滩村、燕子村、木桶村、广福村、骑虎村、文进村、七里村、麻柳村、凤凰村、晒龙村、高滩村、高岩村、华洋村、湾滩村、沿河村、马滩村、东滩村、石坪村、白山村、大岭村、徐花村、五四村、白果村、高桥村、黄庙村、英雄村、龙马村、通庙村和交通村。